# Trochetiopsis
Genre
Classification phylogénétique
Trochetiopsis est un genre de plantes de la famille des Malvacées.

## Liste des espèces
Selon [réf. nécessaire] :
- Trochetiopsis ebenus Q.C.B.Cronk, 1995
- Trochetiopsis erythroxylon ( G.Forst. ) W.Marais ,1981
- Trochetiopsis melanoxylon ( R.Brown ex Aiton f. ) W.Marais, 1981 endémique de l'île Sainte-Hélène.

Selon NCBI (28 janv. 2015) :
- Trochetiopsis ebenus Q.C.B.Cronk, 1995
- Trochetiopsis erythroxylon ( G.Forst. ) W.Marais ,1981